# Jakub IV. Mallorský
Jakub IV. Mallorský (katalánsky: Jaume IV de Mallorca; asi 1336 – 20. ledna 1375 Soria) byl od roku 1349 až do své smrti neúspěšným žadatelem o trůn Mallorského království a Achajského knížectví. Byl také neapolským králem manželem, bez jakékoli účasti na vládě.

## Mládí
Jakub se narodil kolem roku 1336 jako syn krále Jakuba III. Mallorského a Konstancie Aragonské. Mallorské království vzniklo, když 27. června 1276 zemřel aragonský král Jakub Dobyvatel. Své říše rozdělil mezi své dva syny. Svému staršímu synovi Petrovi III. ponechal Aragonii, Katalánsko a Valencii a mladšímu synovi Jakubovi II. Baleárské ostrovy, Montpellier, Roussillon a Cerdanyu.
Petr III. Aragonský a jeho nástupci se několikrát pokusili znovu sjednotit země Aragonské koruny pod svou vládou. V roce 1280 požadoval od svého bratra přísahu věrnosti; jeho starší syn, Alfons III. Aragonský, obsadil Baleárské ostrovy v roce 1287. Bratr a nástupce Alfonse III., Jakub II. Aragonský, v roce 1295 ve smlouvě z Anagni vrátil ostrovy svému strýci Jakubovi II. Mallorskému, on však musel na oplátku uznat jeho suverenitu. V roce 1324, po dlouhých jednáních, potvrdil právo vnuka Jakuba II. Mallorského, Jakuba III. Mallorského (otce Jakuba IV.), zdědit Mallorské království. Jakub III. se oženil se sestrou Petra IV. Aragonského, ale jejich vztah byl napjatý, protože Jakub III. mu léta odmítal slíbit věrnost. Petr IV. ho prohlásil za neposlušného vazala a v květnu 1344 obsadil Baleárské ostrovy, Roussillon a Cerdanyu.
Jakub III. na počátku roku 1348 odjel do Avignonu, aby zajistil podporu papeže Klementa VI. proti Petrovi IV. Jakub doprovázel svého otce. Nancy Goldstoneová navrhuje, že se zde Jakub s největší pravděpodobností setkal se svou budoucí manželkou Johanou I. Neapolskou, která přijela do Avignonu stanout před soudem za údajnou účast na vraždě svého prvního manžela Ondřeje. Popřela obvinění, která proti ní vznesl Ondřejův bratr Ludvík I. Uherský a papež ji v březnu 1348 prohlásil za nevinnou. Jakub III. ji během procesu podporoval a ona mu slíbila, že mu půjčí neapolskou flotilu k invazi na Baleárské ostrovy. Před zahájením invaze v roce 1349 musel prodat své poslední panství, Montpellier, Francii, aby získal finanční prostředky. Jeho armáda byla poražena a on byl zabit v bitvě u Llucmajoru dne 25. října 1349.

## Uvěznění a sňatek
Jeho otec byl zabit v bitvě u Llucmajoru v roce 1349 při pokusu získat zpět své království a Jakub IV. byl zajat svým strýcem Petrem IV. Aragonským. Jakub, nyní uchazeč o Mallorské království a Achajské knížectví, byl až do roku 1362 držen v železné kleci v Barceloně. Podařilo se mu uprchnout a najít útočiště u Johany I. Neapolské, která pomohla jeho otci na Mallorce.
Johana byla tehdy bezdětná a potřebovala dědice. Dne 26. září 1363 se za něj v Castel Nuovo provdala. Snad aby se vyhnula občanským rozbrojům ze svých prvních dvou manželství, manželskou smlouvou pečlivě vyloučila Jakuba z vlády nad svou říší. Manželství bylo neúspěšné. V lednu 1365 bylo zjištěno, že je těhotná s jeho dítětem, ale bohužel v červnu potratila, jak bylo uvedeno v kondolenčním dopise, který jí zaslal papež Urban V. dne 19. července 1365. Už nikdy znovu neotěhotněla.

## Boj o Mallorcu
Jakub byl odhodlán dobýt své království zpět a brzy odjel do války s Aragonským královstvím. Byl poražen a nucen uprchnout do Bordeaux. Tam získal podporu černého prince Eduarda, o kterém doufal, že mu pomůže. Připojil se k invazi do Kastilie a 3. dubna 1367 se zúčastnil bitvy u Nájery. Ve Valladolidu ho postihla dlouhá a těžká nemoc. Protože nemohl jet na koni, nemohl opustit město a byl zajat Jindřichem II. Kastilským. Po vykoupení Johanou se nakrátko vrátil do Neapole, jen aby znovu odjel.
Jindřich zahájil válku proti Petrovi IV. Aragonskému a Jakub doufal, že toho bude moci využít k dobytí Roussillonu a Cerdanye, pevninské části říše svého otce. Jan z Gentu však mezi Kastilií a Aragonií uzavřel příměří a celá váha aragonských sil padla na Jakuba. Znovu poražený uprchl do Kastilie, kde v Sorii 20. ledna 1375, v den 32. výročí nástupu na trůn své manželky, zemřel na nemoc nebo po otravě.
Jeho nárok na Mallorku přešel na jeho sestru Isabelu, manželku Jana II. z Montferratu. Jeho právo na Achajské knížectví získala Johana, která od roku 1373, po odstoupení svého švagra Filipa II. z Taranta, vládla zbytkům knížectví.

## Vývod z předků
|                     |                          |  |                     |                                |  |  |  |  |  |  |  | Jakub I. Aragonský |
|                     |                          |  |                     |                                |  |  |  |  |  |  |  |                    |
|                     | Jakub II. Mallorský      |  |                     |                                |  |  |  |  |  |  |  |                    |
|                     |                          |  |                     |                                |  |  |  |  |  |  |  |                    |
|                     |                          |  |                     | Jolanda Uherská                |  |  |  |  |  |  |  |                    |
|                     |                          |  |                     |                                |  |  |  |  |  |  |  |                    |
|                     | Ferdinand Mallorský      |  |                     |                                |  |  |  |  |  |  |  |                    |
|                     |                          |  |                     |                                |  |  |  |  |  |  |  |                    |
|                     |                          |  |                     | Roger IV. z Foix               |  |  |  |  |  |  |  |                    |
|                     |                          |  |                     |                                |  |  |  |  |  |  |  |                    |
|                     | Esclarmonda z Foix       |  |                     |                                |  |  |  |  |  |  |  |                    |
|                     |                          |  |                     |                                |  |  |  |  |  |  |  |                    |
|                     |                          |  |                     | Brunissenda de Cardona         |  |  |  |  |  |  |  |                    |
|                     |                          |  |                     |                                |  |  |  |  |  |  |  |                    |
|                     | Jakub III. Mallorský     |  |                     |                                |  |  |  |  |  |  |  |                    |
|                     |                          |  |                     |                                |  |  |  |  |  |  |  |                    |
|                     |                          |  |                     | Ermengaud II. de Sabran        |  |  |  |  |  |  |  |                    |
|                     |                          |  |                     |                                |  |  |  |  |  |  |  |                    |
|                     | Isnard de Sabran         |  |                     |                                |  |  |  |  |  |  |  |                    |
|                     |                          |  |                     |                                |  |  |  |  |  |  |  |                    |
|                     |                          |  |                     | Laudune d'Albe de Roquemartine |  |  |  |  |  |  |  |                    |
|                     |                          |  |                     |                                |  |  |  |  |  |  |  |                    |
|                     | Isabela ze Sabranu       |  |                     |                                |  |  |  |  |  |  |  |                    |
|                     |                          |  |                     |                                |  |  |  |  |  |  |  |                    |
|                     |                          |  |                     | Vilém II. Villehardouinský     |  |  |  |  |  |  |  |                    |
|                     |                          |  |                     |                                |  |  |  |  |  |  |  |                    |
|                     | Markéta Villehardouinská |  |                     |                                |  |  |  |  |  |  |  |                    |
|                     |                          |  |                     |                                |  |  |  |  |  |  |  |                    |
|                     |                          |  |                     | Anna Komnenovna Dukaina        |  |  |  |  |  |  |  |                    |
|                     |                          |  |                     |                                |  |  |  |  |  |  |  |                    |
| Jakub IV. Mallorský |                          |  |                     |                                |  |  |  |  |  |  |  |                    |
|                     |                          |  |                     |                                |  |  |  |  |  |  |  |                    |
|                     |                          |  | Petr III. Aragonský |                                |  |  |  |  |  |  |  |                    |
|                     |                          |  |                     |                                |  |  |  |  |  |  |  |                    |
|                     | Jakub II. Aragonský      |  |                     |                                |  |  |  |  |  |  |  |                    |
|                     |                          |  |                     |                                |  |  |  |  |  |  |  |                    |
|                     |                          |  |                     | Konstancie Sicilská            |  |  |  |  |  |  |  |                    |
|                     |                          |  |                     |                                |  |  |  |  |  |  |  |                    |
|                     | Alfons IV. Aragonský     |  |                     |                                |  |  |  |  |  |  |  |                    |
|                     |                          |  |                     |                                |  |  |  |  |  |  |  |                    |
|                     |                          |  |                     | Karel II. Neapolský            |  |  |  |  |  |  |  |                    |
|                     |                          |  |                     |                                |  |  |  |  |  |  |  |                    |
|                     | Blanka z Anjou           |  |                     |                                |  |  |  |  |  |  |  |                    |
|                     |                          |  |                     |                                |  |  |  |  |  |  |  |                    |
|                     |                          |  |                     | Marie Uherská                  |  |  |  |  |  |  |  |                    |
|                     |                          |  |                     |                                |  |  |  |  |  |  |  |                    |
|                     | Konstancie Aragonská     |  |                     |                                |  |  |  |  |  |  |  |                    |
|                     |                          |  |                     |                                |  |  |  |  |  |  |  |                    |
|                     |                          |  |                     | Bernat Guillem d'Entença       |  |  |  |  |  |  |  |                    |
|                     |                          |  |                     |                                |  |  |  |  |  |  |  |                    |
|                     | Gombau d’Entença         |  |                     |                                |  |  |  |  |  |  |  |                    |
|                     |                          |  |                     |                                |  |  |  |  |  |  |  |                    |
|                     |                          |  |                     |                                |  |  |  |  |  |  |  |                    |
|                     |                          |  |                     |                                |  |  |  |  |  |  |  |                    |
|                     | Teresa d'Entença         |  |                     |                                |  |  |  |  |  |  |  |                    |
|                     |                          |  |                     |                                |  |  |  |  |  |  |  |                    |
|                     |                          |  |                     | Sancho de Antillon             |  |  |  |  |  |  |  |                    |
|                     |                          |  |                     |                                |  |  |  |  |  |  |  |                    |
|                     | Constance de Antillon    |  |                     |                                |  |  |  |  |  |  |  |                    |
|                     |                          |  |                     |                                |  |  |  |  |  |  |  |                    |
|                     |                          |  |                     | Leonor d'Urgell                |  |  |  |  |  |  |  |                    |
|                     |                          |  |                     |                                |  |  |  |  |  |  |  |                    |